# Mont Ross
Mont Ross is een stratovulkaan op de Kerguelen in de Franse Zuidelijke Gebieden op Frans grondgebied.
De Mont Ross is onderdeel van het Gallienimassief. Dit is het hoogste punt van de Franse Zuidelijke Gebieden.
De berg is vernoemd naar James Clark Ross die het Zuidpoolgebied verkende in de 19e eeuw.